# Legis actio per manus iniectionem
Die legis actio per manus iniectionem („Vollstreckung durch Handanlegen“) war ein altziviler Spruchformelprozess aus der Frühzeit der Römischen Republik (Legisaktionen). Sie diente der Zwangsvollstreckung in die Person durch körperliche Haftung. Rechtsgrund für die Verhaftung konnten Leistungsstörungen aus Rechtsgeschäften sein oder auch strafbare Handlungen (Delikte). Die gesetzliche Grundlage für das Verfahren bildete das für römische Bürger geltende Schuldrecht (ius civile), verankert im Zwölftafelgesetz. 

## Verfahren
Der Prätor gestand dem Gläubiger den Zugriff (addictio) auf den Schuldner erst dann zu, wenn der Kläger ein gerichtliches Verfahren zur Sache erfolgreich absolviert hatte. Nach Ablauf einer Frist von 30 Tagen wurde das Urteil vollstreckbar, wenn der verurteilte Schuldner die Möglichkeit zur Begleichung der Forderung oder zur Herausgabe der eingeforderten Sache hat verstreichen lassen. War eine Forderung nicht beziffert, wurde der Streitwert in einem Schätzverfahren (abirtium liti aestimandae) ermittelt. Ein überführter Dieb (furtum nec manifestum) konnte seine Verhaftung beispielsweise dadurch abwenden, dass er die Sache herausgab und zusätzlich ein Bußgeld entrichtete. Eines vorangegangenen Gerichtsverfahrens bedurfte es dann nicht, wenn die Tat des Delinquenten außer Zweifel stand, der Dieb beispielsweise auf frischer Tat angetroffen worden war (furtum manifestum).
Nach den Verfahrensbestimmungen lud der Gläubiger den Schuldner nach Ablauf der Monatsfrist vor den Prätor (in ius vocatio). Der Vorladung hatte der Schuldner Folge zu leisten, da ihm ansonsten die zwangsweise Vorführung drohte. Das Zwangsvollstreckungsverfahren leitete der Gläubiger förmlich dadurch ein, dass er die Hand an den Schuldner legte und die vorgegebene Spruchformel aufsagte. Konnte sich ein zahlungsunfähiger Schuldner nicht dadurch entlasten, dass er sich von Seiten eines  Dritten die Forderungssumme hat vorstrecken lassen und bürgte auch niemand als vindex in der dann vorgesehenen Höhe der doppelten Summe für ihn, ließ der Prätor den persönlichen Zugriff vollziehen.
Dem Formalakt der Handauflegung konnte der Schuldner mit einer förmlichen Gegenrede nicht mehr begegnen, da er im vorausgegangenen Verfahren schuldig gesprochen war, wo er seine Einwendungen hätte vorbringen müssen, wenn sie berücksichtigt werden sollten. Gegenrechte konnten nur noch berechtigte Dritte erheben, die rituell dann die Hand des Gläubigers wegschlugen (manum depellere) und begründet argumentierten. Voraussetzung war die Gleichwertigkeit der Beteiligten in ihrer rechtsausübenden Funktion. Beispielsweise konnte nur ein Grundbesitzer für einen anderen Grundbesitzer auftreten. War die Einwendung nachweislich ungerechtfertigt (litiskreszenz), haftete der Schuldner mit der doppelten Summe (crescit in duplum) des zuvor festgesetzten Streitwerts. Die erneute Interzession eines Dritten war hierauf nicht mehr möglich. Die Regelung diente als Warnung vor unberechtigtem Prozessgebaren.
Die Vollstreckung selbst gestaltete sich so, dass der Gläubiger den Schuldner in Privathaft nahm und ihn 60 Tage lang festhielt. Während dieser Frist konnte sich der Verurteilte auslösen lassen. Kam eine Einigung darüber nicht zustande, musste der Festgehaltene an drei aufeinander folgenden Markttagen auf das Forum vor den Prätor geführt werden, um durch die öffentliche Auslobung des Lösegelds jedem die Möglichkeit zu geben, einen Freikauf vorzunehmen. Hatte sich am dritten Markttag kein Auslöser gefunden, durfte der Verurteilte getötet, oder als Sklave ins Ausland (trans tiberim) verkauft werden. Galt es mehrere Gläubiger aus dem Verkaufserlös zu befriedigen, wurde entsprechend der Quote aufgeteilt.
Die Tötung und deren Art und Weise durch körperliche Zergliederung („Zerhauen“) und Verteilung an die Gläubiger gelten in der Forschung als unglaubwürdig, da damit ein finanzieller Totalausfall für den oder die Gläubiger einhergegangen wäre. Wahrscheinlicher ist, dass derartige Ankündigungen als Druckmittel gegen den verurteilten Schuldner verwendet wurden. Es ist davon auszugehen, dass die Vorgehensweise des „Zerhauens“ das Rohkupfer meint, welches als Zahlungsmittel für die Auslösung verwendet werden konnte. 
Eine Schuldknechtschaft kam spätestens mit der lex Poetelia Papiria de nexis (um 326 v. Chr.) nicht mehr in Betracht, denn das Gesetz schränkte die Möglichkeit, gegen Darlehensschuldner die Personalvollstreckung zu betreiben, sehr weitgehend ein. War der bürgerliche Schuldner nachweislich vermögenslos, untersagte der Prätor dem Gläubiger die legis actio per manus iniectionem. Allerdings erkaufte sich der Schuldner die Befreiung um den Preis seiner Infamie.

## Haftungsumstände
Forderungen, die aus rechtswidrigen Handlungen (Delikten) entstanden waren, waren nicht vererblich. Richtete sich der deliktische Anspruch gegen eine Person, die sich in der rechtlichen Gewalt eines Dritten befunden hatte, musste ein gesondertes Verfahren (actio noxalis) vorgeschaltet werden. Der Gewalthaber wurde vor die Wahl gestellt, entweder den Täter aus seiner Unfreiheit zu entlassen und damit formell auszuliefern (noxae dedito), oder alternativ an seiner Stelle die Tilgung der Schuld zu übernehmen.

## Quelle
- Gaius, Institutiones 3, 189; 4, 21–25.